# Atena Lucana
Àtena Lucana es un municipio de unos dos mil habitantes de la provincia de Salerno, en el Vallo de Diano, Italia. Está muy cerca del límite con la región de Basilicata.

## Evolución demográfica
| Gráfica de evolución demográfica de Atena Lucana entre 1861 y 2001 |
|                                                                    |
| Fuente ISTAT - elaboración gráfica de Wikipedia                    |